# Tumba del Soldado Desconocido (Varsovia)
La  Tumba del Soldado Desconocido es una tumba simbólica que honra a los héroes anónimos que cayeron combatiendo por la libertad de Polonia. Se encuentra bajo las arcadas del Palacio Sajón.
En el año 1925 se trajeron hasta la tumba las cenizas de un Soldado Desconocido. Provenían del cementerio Łyczakowski. Se trataba de un defensor de la ciudad de Lwów. También se depositó una urna con tierra extraída de los campos de batalla de la Primera Guerra Mundial. En el monumento se encuentran ahora urnas provenientes de todos los campos de batalla del siglo XX en los que han caído heroicamente ciudadanos polacos. Junto a la Tumba, que la custodia una guardia de honor, arde una llama eterna.

## Destrucción
Durante la Destrucción Planificada de Varsovia por la Alemania Nazí en 1944 demolieron el Palacio Sajón pero de alguna manera lo único que sobrevivió fueron las arcardas centrales que albergaba la Tumba del Soldado Desconocido.

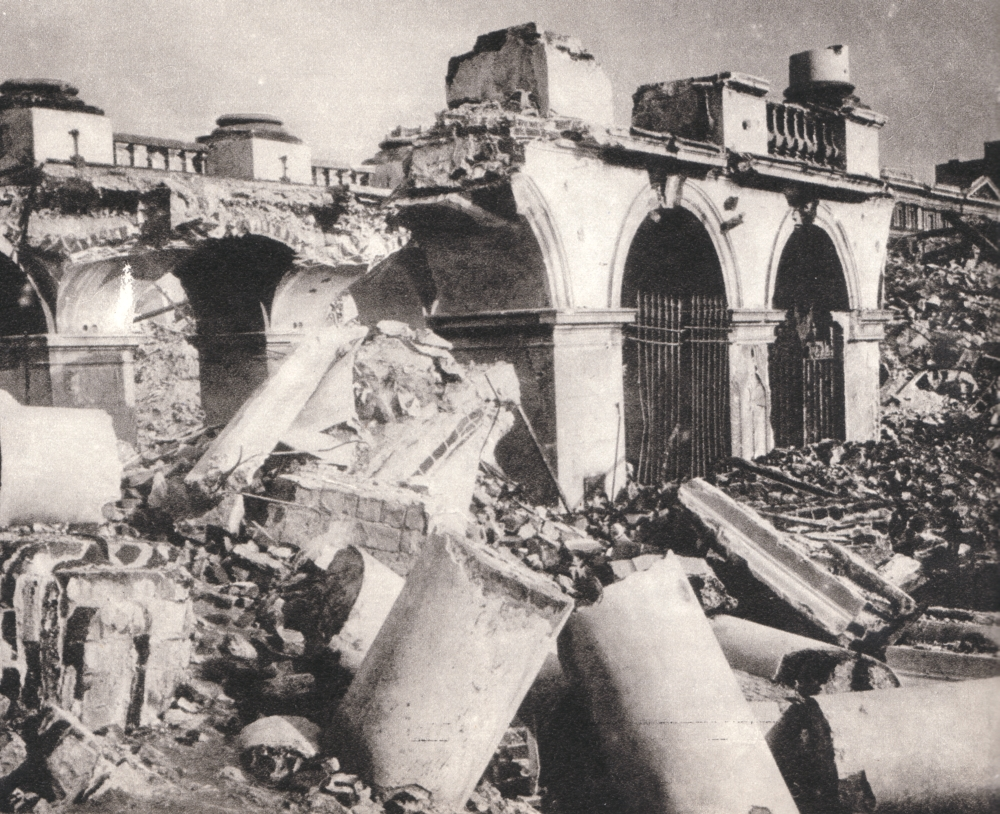
Ruinas del Palacio Sajón y de la Tumba del Soldado Desconocido, 1945.

- Datos: Q1540926
- Multimedia: Tomb of the Unknown Soldier in Warsaw / Q1540926